# Chińskie Tajpej na Zimowych Igrzyskach Olimpijskich 2010

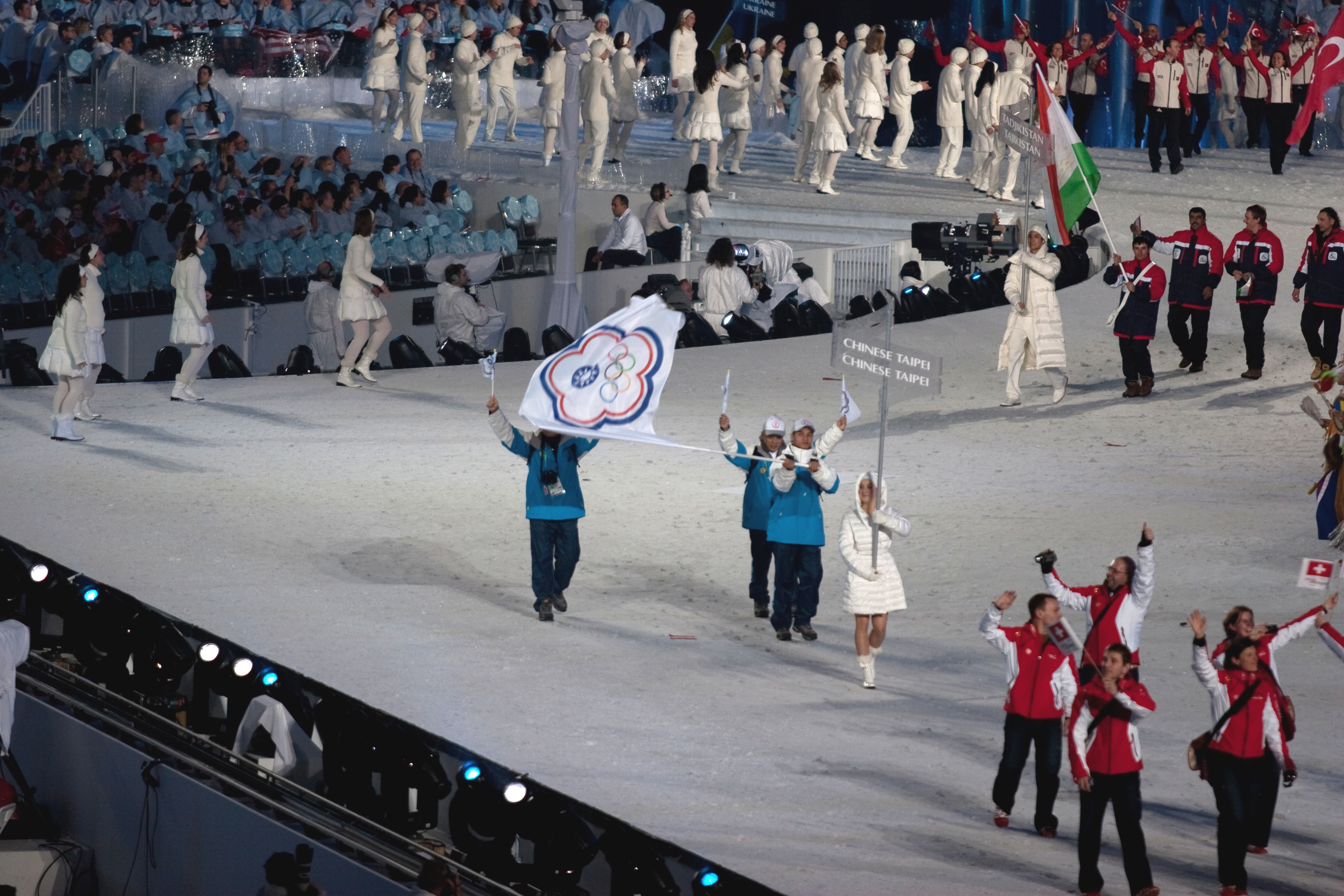
Reprezentacja Chińskiego Tajpej podczas ceremonii otwarcia igrzysk olimpijskich

Chińskie Tajpej na Zimowych Igrzyskach Olimpijskich 2010 reprezentował jeden zawodnik.

## Saneczkarstwo
| Zawodnik     | Konkurencja | Ślizg 1 | Ślizg 2 | Ślizg 3 | Ślizg 4 | Łącznie  | Pozycja | Źródło |
| ------------ | ----------- | ------- | ------- | ------- | ------- | -------- | ------- | ------ |
| Ma Chih-hung | Jedynki     | 50,318  | 50,460  | 51,090  | 50,494  | 3:22,362 | 34.     | [ 1 ]  |